# 33163 Alainaspect
33163 Alainaspect è un asteroide della fascia principale. Scoperto nel 1998, presenta un'orbita caratterizzata da un semiasse maggiore pari a 2,5994125 au e da un'eccentricità di 0,2413059, inclinata di 2,82414° rispetto all'eclittica.
L'asteroide è dedicato al fisico francese Alain Aspect.